# Chrysosoma monilicorne
Chrysosoma monilicorne är en tvåvingeart som först beskrevs av Octave Parent 1929.  Chrysosoma monilicorne ingår i släktet Chrysosoma och familjen styltflugor. Inga underarter finns listade i Catalogue of Life.